# 都貞継
都 貞継（みやこ の さだつぐ）は、平安時代初期の貴族。名は貞嗣とも記される。大和介・桑原秋成の子。官位は従五位下・主計頭。

## 経歴
弘仁13年（822年）兄・腹赤ら一族と共に上請して、氏姓を桑原公から都宿禰に改める。淳和朝初頭の天長元年（824年）中務少録次いで式部少録に任ぜられる。
淳和朝末の天長10年（833年）因幡掾に転じると、承和5年（838年）式部大録、承和9年（842年）備前掾、承和12年（845年）主計助と、仁明朝では中国地方の地方官と京官を交互に務める。のち、承和13年（846年）外従五位下に叙せられ、承和14年（847年）主計頭に昇格した。
嘉祥3年（850年）文徳天皇の即位後間もなく内位の従五位下に叙せられている。仁寿2年（852年）5月22日に、悪瘡のため卒去。享年62。最終官位は主計頭従五位下。

## 人物
式部省の官職を何度も務めたことから、旧儀に精通していた。後に同省の官職に就く者は必ず貞継を訪れて、旧儀を習ったこという。

## 官歴
『六国史』による。
- 弘仁13年（822年） 日付不詳：桑原公から都宿禰に改姓
- 天長元年（824年） 4月：中務少録。5月：式部少録
- 天長10年（833年） 正月：因幡掾
- 承和5年（838年） 2月：式部大録
- 承和9年（842年） 正月：備前掾
- 承和12年（845年） 2月：主計助
- 時期不詳：正六位上
- 承和13年（846年） 正月7日：外従五位下
- 承和14年（847年） 2月11日：主計頭
- 嘉祥3年（850年） 4月17日：従五位下
- 仁寿2年（852年） 5月22日：卒去（主計頭従五位下）

## 系譜
- 父：桑原秋成
- 母：不詳
- 生母不明の子女
  - 男子：都良香